# Cameron Richardson
Cameron Richardson (ur. 11 września 1979 w Baton Rouge) – amerykańska aktorka, producentka filmowa i modelka. Odtwórczyni roli Chloe Carter w miniserialu sensacyjnym CBS Wyspa Harpera (2009).

## Życiorys
Urodziła się w Baton Rouge w stanie Luizjana. Wychowywała się w New Jersey. W 1997 ukończyła Old Bridge High School w hrabstwie Middlesex w New Jersey. 
Po przeprowadzce do Nowego Jorku podjęła pracę jako modelka, zanim jej agenci zasugerowali aktorstwo. Pozowała dla magazynów mody, w tym „Cosmopolitan”, „Mademoiselle” i „Interview”. Była na okładce „Ocean Drive” (w 2006), „Jack” (we wrześniu 2007) i „Women’s Health” (w lutym 2008). Zajęła 76. miejsce w rankingu „102 najseksowniejszych kobiet na świecie 2002” magazynu „Stuff” i znalazła się na 52. miejscu listy „Hot 100 of 2005” magazynu „Maxim”. Brała udział w kampaniach reklamowych dla Gap Inc., Quiksilver, The Coca-Cola Company i wody butelkowanej Dasani. Wystąpiła we włoskim wydaniu kalendarza na rok 2004 magazynu „GQ”.
Debiutowała na małym ekranie w roli Celeste Arno w serialu USA Network Tajne przez poufne (Cover Me, 2000–2001), za którą była nominowana do YoungStar Award w kategorii najlepsza młoda obsada zespołu – telewizja. Po raz pierwszy wystąpiła na dużym ekranie w roli Sharon Webber w komedii Frank McKlusky, C.I (2002) u boku Dave’a Sheridana i Dolly Parton. W trzech odcinkach serialu HBO Ekipa (2006, 2007, 2011) zagrała postać kelnerki Lindsay, która podczas cichej aukcji odbywa schadzkę w szatni z Vincentem Chase (Adrian Grenier).

## Filmografia

### Film
| Rok  | Tytuł                    | Rola             | Uwagi           |
| ---- | ------------------------ | ---------------- | --------------- |
| 2002 | Frank McKlusky, C.I.     | Sharon Webber    |                 |
| 2003 | After School Special     | Rachael Unger    |                 |
| 2003 | Szalony akademik         | Adrienne         |                 |
| 2005 | The Good Humor Man       | Wendy            |                 |
| 2005 | Supercross               | Piper Cole       |                 |
| 2006 | Ocean strachu 2          | Michelle         |                 |
| 2007 | Zemsta po śmierci        | Collette         |                 |
| 2007 | Alvin i wiewiórki        | Claire Wilson    |                 |
| 2008 | I Heart Veronica Martin  | Veronica Martin  | krótkometrażowy |
| 2008 | Familiar Strangers       | Erin Worthington |                 |
| 2009 | Kobiety w opałach        | Darby            |                 |
| 2010 | Wreckage                 | Kate             |                 |
| 2010 | Hard Breakers            | Alexis Bell      |                 |
| 2011 | 4.2.3.                   | Eva              | krótkometrażowy |
| 2012 | Hotel Noir               | Maureen Chapman  |                 |
| 2012 | Vanished                 | Alex             | krótkometrażowy |
| 2012 | Last Call                | Kiki             | krótkometrażowy |
| 2013 | Wspólnota Ducha Świętego | Sister Sheila    |                 |
| 2013 | The Jogger               | Carol            |                 |
| 2014 | 10 w skali Richtera      | Emily            |                 |
| 2014 | The Last Beat            | Valerie Eason    |                 |
| 2015 | Something About Her      | Kristen          |                 |
| 2015 | The Evil Gene            | Dr. Dana Ehrhart |                 |
| 2016 | Get a Job                | Tara             |                 |
| 2017 | Dead Ant                 | Love             |                 |
| 2017 | Flashburn                | Kalie Jorgensen  |                 |
| 2017 | Hickok                   | Mattie           |                 |

### Telewizja
| Rok       | Tytuł                                | Rola                     | Uwagi                      |
| --------- | ------------------------------------ | ------------------------ | -------------------------- |
| 2000–2001 | Tajne przez poufne                   | Celeste Arno             | główna obsada (24 odcinki) |
| 2003–2004 | Skin                                 | Darlene                  | 5 odcinków                 |
| 2005–2006 | Miasteczko Point Pleasant            | Paula Hargrove           | 13 odcinków                |
| 2006      | If You Lived Here, You'd Be Home Now | Amy                      | film TV                    |
| 2006      | Dr House                             | Alex                     | odc. Skin Deep             |
| 2007      | Ekipa                                | Lindsay                  | 1 odcinek                  |
| 2008      | 12 Miles of Bad Road                 | McKenna Shakespeare Hall | 6 odcinków                 |
| 2009      | Wyspa Harpera                        | Chloe Carter             | główna obsada 10 odcinków  |
| 2011      | Ekipa                                | Lindsay                  | 1 odcinek                  |
| 2011      | The Indestructible Jimmy Brown       | Alison                   | film TV                    |
| 2012      | CSI: Kryminalne zagadki Las Vegas    | Emily Hartley            | 1 odcinek                  |
| 2013      | Shameless – Niepokorni               | Cheryl                   | 2 odcinki                  |
| 2014      | Murder in the First                  | Hannah Harkins           | 3 odcinki                  |
| 2014      | The Lottery                          | Tracy Williams           | 2 odcinki                  |